# Fusion Drive
Fusion Drive es la implementación de Apple Inc de una unidad híbrida. La implementación de Apple combina un disco duro con una memoria flash tipo NAND de almacenamiento (disco de estado sólido de 24 GB o más) y lo presenta como un único volumen lógico de Core Storage con el espacio de ambas unidades combinadas.
El sistema operativo administra automáticamente el contenido de la unidad para que los archivos a los que se accede con más frecuencia se almacenen en el almacenamiento flash más rápido, mientras que los elementos que se usan con poca frecuencia se mueven o permanecen en el disco duro. Por ejemplo, si el software de hoja de cálculo se usa con frecuencia, el software se moverá al almacenamiento flash para que el usuario tenga un acceso más rápido. En el software, este volumen lógico acelera el rendimiento de la computadora al realizar almacenamiento en caché para escrituras más rápidas y clasificación automática en niveles para lecturas más rápidas.

## Disponibilidad
Fusion Drive se anunció como parte de un evento de Apple celebrado el 23 de octubre de 2012, y los primeros productos en soportarlo fueron dos computadoras de escritorio: iMac y Mac Mini con OS X Mountain Lion lanzados a finales de 2012. Fusion Drive permanece disponible en los modelos posteriores de estas computadoras, pero no se expandió a otros dispositivos Apple: los últimos modelos de MacBook y Mac Pro utilizan exclusivamente almacenamiento flash, y aunque se trataba de una actualización opcional para mediados de 2012 de las MacBook Pro no Retina descontinuadas por Apple, reemplazarán la unidad de disco duro estándar en lugar de complementarla a la manera de Fusion Drive. A partir de noviembre de 2021, ninguna Mac ofrece Fusion Drive.
|                          | Fecha           | Almacenamiento HDD | Almacenamiento Flash |
| ------------------------ | --------------- | ------------------ | -------------------- |
| Mac Mini                 | Fines 2012      | 1 TB               | 128 GB               |
| Mac Mini                 | Fines 2014      | 1 TB               | 128 GB               |
| iMac (todos los modelos) | Fines 2012      | 1 TB               | 128 GB               |
| iMac (todos los modelos) | Fines 2013      | 1 TB               | 128 GB               |
| iMac (todos los modelos) | 2014            | 1 TB               | 128 GB               |
| iMac (no Retina de 27")  | Fines 2012      | 3 TB               | 128 GB               |
| iMac (no Retina de 27")  | Fines 2013      | 3 TB               | 128 GB               |
| iMac (Retina de 27")     | Fines 2014      | 3 TB               | 128 GB               |
| iMac (Retina de 27")     | Mediados 2015   | 3 TB               | 128 GB               |
| iMac                     | Fines 2015      | 1 TB               | 24 GB                |
| iMac                     | Fines 2015      | 2 TB               | 128 GB               |
| iMac                     | Mediados 2017   | 1 TB               | 32 GB                |
| iMac                     | Mediados 2017   | 2 TB               | 128 GB               |
| iMac                     | Mediados 2017   | 3 TB               | 128 GB               |
| iMac                     | Principios 2019 | 1 TB               | 32 GB                |
| iMac                     | Principios 2019 | 2 TB               | 128 GB               |
| iMac                     | Principios 2019 | 3 TB               | 128 GB               |
| iMac (21,5")             | Fines 2020      | 1 TB               | 32 GB                |

## Diseño
El diseño Fusion Drive de Apple incorpora funciones patentadas con documentación limitada. Se ha informado que el diseño de Fusion Drive ha sido influenciado por un proyecto de investigación llamado Hystor. Según el artículo, este sistema de almacenamiento híbrido unifica un SSD de alta velocidad y un disco duro de gran capacidad con varias consideraciones de diseño, uno de las cuales se ha utilizado en Fusion Drive.
1. El SSD y el disco duro se fusionan lógicamente en un dispositivo de bloque único administrado por el sistema operativo, que es independiente de los sistemas de archivos y no requiere cambios en las aplicaciones.
2. Una parte del espacio SSD se utiliza como búfer de escritura diferida para absorber el tráfico de escritura entrante, que oculta las latencias perceptibles y aumenta el rendimiento de escritura.
3. Los datos a los que se accede con más frecuencia se almacenan en el SSD y los datos más grandes y a los que se accede con menos frecuencia se almacenan en el HDD.
4. El movimiento de datos se basa en patrones de acceso: si los datos han estado en el HDD y de repente se accede a ellos con frecuencia, el programa que controla Fusion Drive los moverá al SSD. Durante los períodos de inactividad, los datos se migran de forma adaptativa al dispositivo más adecuado para proporcionar un rendimiento de procesamiento de datos sostenido para los usuarios.

Varios estudios experimentales se han realizado para especular sobre el mecanismo interno de Fusion Drive. Hay varias especulaciones disponibles, pero no están completamente confirmadas.
1. Fusion Drive es una solución a nivel de bloque basada en Core Storage de Apple, un administrador de volumen lógico que administra múltiples dispositivos físicos.[6][7] Se confirma que la capacidad de un Fusion Drive es la suma de dos dispositivos.[6][7] Fusion Drive es independiente del sistema de archivos y eficaz tanto para HFS Plus como para ZFS.[8]
2. Parte del espacio SSD se usa como búfer de escritura para las escrituras entrantes.[6][7] En estado estable, se reserva un espacio mínimo de 4 GB para las escrituras en búfer.[3][6][7] Se reserva una pequeña área libre en el SSD para mantener el rendimiento uniforme.[7]
3. Los datos se envían al SSD en función de su frecuencia de acceso.[6][7] La frecuencia se detecta a nivel de bloque[9] y por debajo del sistema de archivos de la memoria caché.[10] La migración de datos ocurre en fragmentos de 128 KB durante la inactividad o períodos livianos de E/S.[6][7]
4. El sistema operativo y otros documentos críticos siempre se almacenan en caché en el SSD.[6] Es probable que las aplicaciones se manejen de manera similar.[7] Un archivo normal puede residir en ambos dispositivos.[9]